# 永井正夫
永井 正夫（ながい まさお、1945年4月7日 - ）は、日本の映画プロデューサー。

## 経歴
長野県生まれ。長野県上田高等学校を経て明治大学文学部演劇学専攻卒業。舞台での仕事から、映画に関わり、助監督、監督を経て、プロデューサー。また、うえだ城下町映画祭自主制作映画コンテストの審査員を務め、審査員賞として、名を冠した「永井正夫賞」が設定されている。

## 主なプロデュース作品
- 遠き落日 (1992)
- 少年時代 (1990)
- 失楽園 (1997)
- 不夜城　SLEEPLESS TOWN (1998)
- 死国 (1999)
- 伊能忠敬 子午線の夢 (2001)
- 草の乱 (2004)
- あかね空 (2006)
- 明日への遺言 (2007)
- ふみ子の海 (2007)
- レオニー (2010)
- 武士の家計簿 (2010)
- のぼうの城 (2011)